# 木曽三川公園センター
木曽三川公園センター（きそさんせんこうえんセンター）とは、岐阜県海津市にある1987年（昭和62年）10月31日に供用開始された、国営木曽三川公園中央水郷地区の施設である。

## 概要
国営木曽三川公園の中で最初に供用開始された施設で、一般に国営木曽三川公園を言う場合、この木曽三川公園センターを指すことが多い。

## 施設
- 水と緑の館・展望タワー

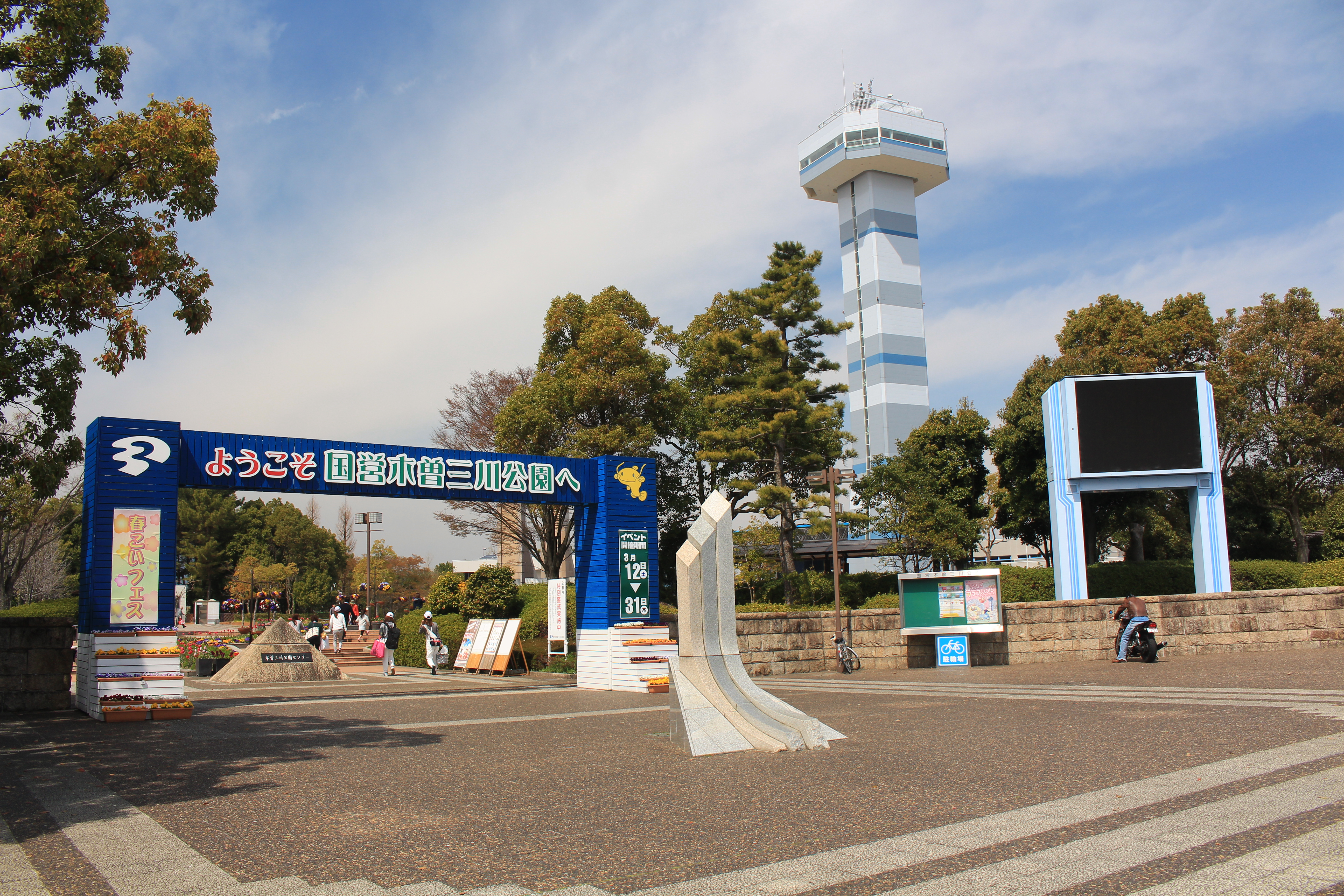
南口と展望タワー（高さ65m）

  - 治水事業の歴史や木曽三川に生息する魚・鳥・昆虫・植物を紹介する展示施設（有料）。併設する展望タワーは高さ65m、中日新聞創業100周年記念事業として建設されたためオープン当初は「中日治水タワー」と呼ばれた[1]。
- 水屋（輪中の農家）
- 木製遊具
- 大花壇
  - 季節に合わせた花が植えられている。

## 沿革
- 1980年（昭和55年） - 基本計画策定[2]。
- 1981年（昭和56年） - 都市計画決定[2]。
- 1987年（昭和62年）10月31日 - 供用開始[2]。
- 2009年（平成21年）3月14日 - 水と緑の館・展望タワー、リニューアルオープン[3]。

## イベント
イベントは大花壇が中心に行われる。

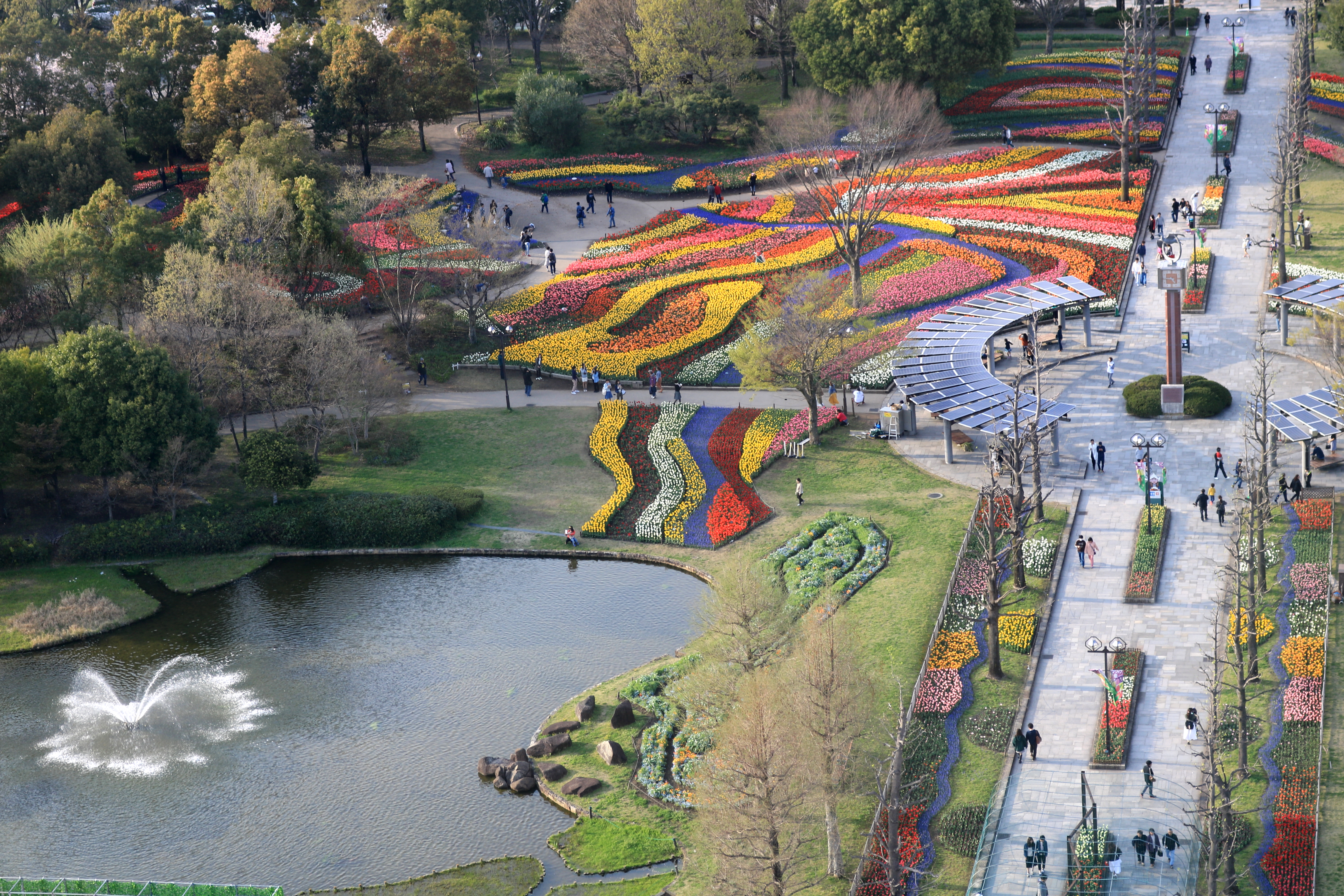
展望タワーから見下ろす三川池とチューリップ畑（2017年（平成29年）4月）

- 年越・新春イベント（12月31日〜1月4日）
- チューリップ祭（4月中）
- 春の花物語（ゴールデンウィーク〜5月中）- ネモフィラ等春の花が満開を迎えるほか、ミニコンサートやハンドメイドマルシェ、ワークショップ等のイベントで賑わう。
- 秋の花物語（9月から11月） - 9月中旬から10月中旬は12品種200万本のコスモス、それ以降は菊が園内を彩る。
- 冬の光物語（12月中）- イルミネーションイベント。毎年テーマを設け、50万球以上のイルミネーションで観客を魅了する。

## 所在地
- 岐阜県海津市海津町油島255-3

## 施設案内
- 入園料：無料
- 駐車場：無料

### 開園時間・休園日
「木曽三川公園センター」公式サイトにて参照のこと。

## 交通アクセス

### 自動車
公園内を岐阜県道23号北方多度線が横切る。東側に岐阜県道23号北方多度線と岐阜県道106号桑名海津線が通る。西側に揖斐川の左岸堤防道路となる岐阜県道220号安八海津線が通る。北西側に岐阜県道218号木曽三川公園線が通る。北口と南口（長良川右岸の河川敷）に無料の駐車場が整備されている。
- 東名阪自動車道 弥富ICから約10分。
- 東名阪自動車道 桑名東ICから約12分。

### 公共交通機関
- 養老鉄道養老線 石津駅・駒野駅・美濃松山駅より海津市コミュニティバス「木曽三川公園」下車。

## 周辺

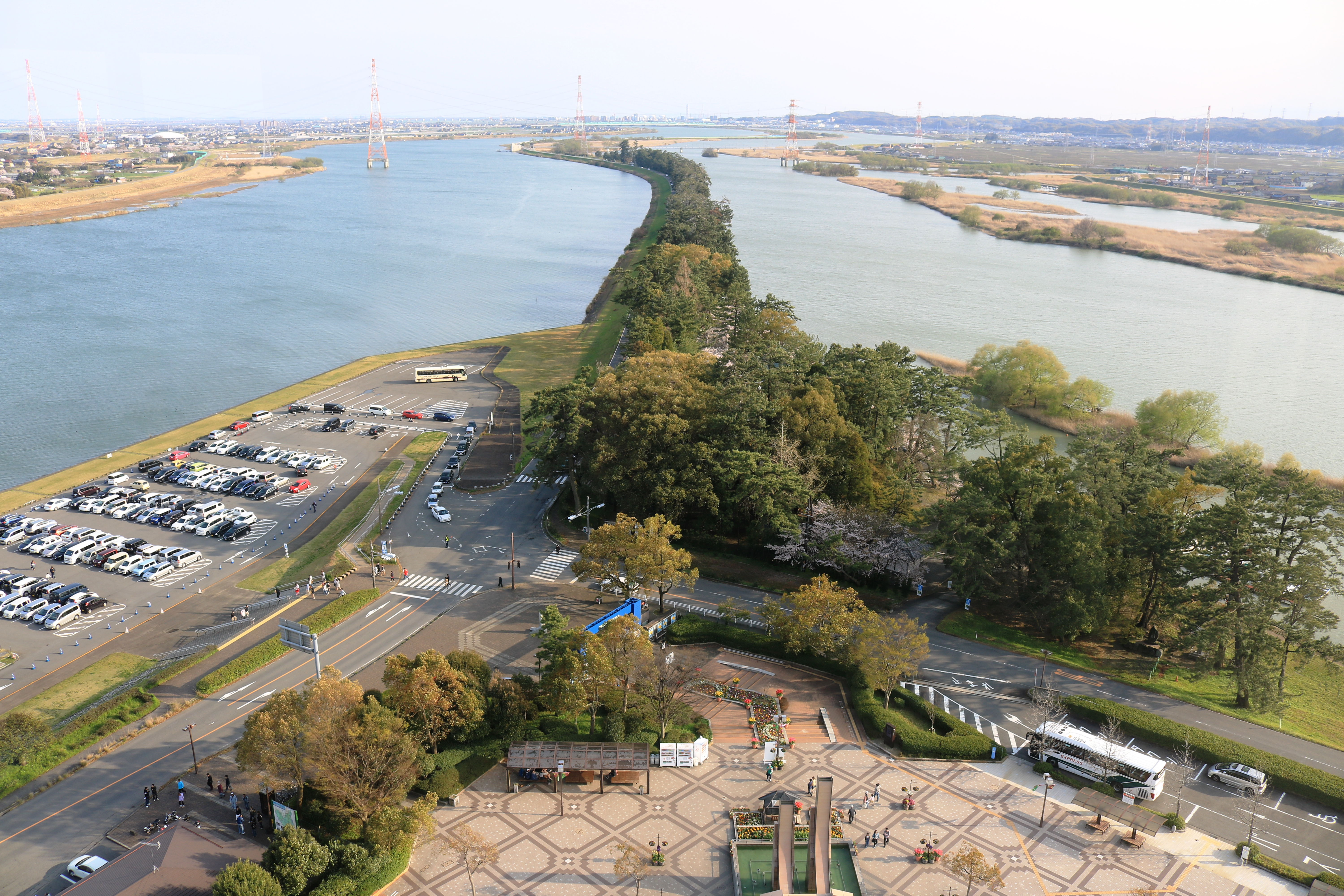
南側にある治水神社と千本松原
左奥に長良川、右奥に揖斐川

- 千本松原
- 治水神社
- 油島大橋
- 長良川大橋
- 東海広場